# Handball-Afrikameisterschaft der Männer 2024
Die Handball-Afrikameisterschaft der Männer 2024, die 26. Meisterschaft des Kontinentalverbands Confédération Africaine de Handball (CAHB), wurde vom 17. bis 27. Januar in Ägypten ausgetragen. Ägyptens Verband war auch der Titelverteidiger.

## Austragung
Ursprünglich war vorgesehen, dass die Meisterschaft in Algerien ausgetragen wird. Nachdem es seitens einiger Verbände wegen außersportlicher Meinungsverschiedenheiten Beschwerden gegeben hatte zur Austragung der Afrikameisterschaft 2022, entschied der Rat der CAHB am 28. März 2022, dem marokkanischen Verband die Austragung der Afrikameisterschaft 2022 und dem algerischen Verband die Austragung der Afrikameisterschaft 2024 zu entziehen. Auf die Aufforderung der CAHB, kurzfristig Bewerbungen abzugeben, meldeten Angola und Ägypten für die Afrikameisterschaft 2022 und Ägypten für die Afrikameisterschaft 2024 Interesse an. Am 8. April 2022 wurde Ägypten als Austragungsland der Afrikameisterschaft 2022 und 2024 bekannt gegeben.

## Teilnehmer
Beim Turnier wurden die fünf afrikanischen Vertreter bei der Weltmeisterschaft 2025 ermittelt. Der Sieger des Turniers wird zudem an den Olympischen Spielen 2024 teilnehmen, ermittelt wurden auch zwei Teilnehmer an den Qualifikationsturnieren für die Olympischen Spiele 2024.

## Turnierverlauf

### Vorrunde
Die 16 Mannschaften spielten zunächst in vier Gruppen zu je vier Teams in der Vorrunde ein Spiel jeder gegen jeden. Die Teams auf den Plätzen 3 und 4 der Vorrundengruppen spielten anschließend im President's Cup / Coupe de Président, die Teams auf den Plätzen 1 und 2 im Viertelfinale.

#### Gruppe A
| Pl. | Land      | Sp. | S | U | N | Tore     | Diff. | Punkte |
| --- | --------- | --- | - | - | - | -------- | ----- | ------ |
| 1.  | Kap Verde | 3   | 3 | 0 | 0 | 0126:620 | +64   | 6      |
| 2.  | DR Kongo  | 3   | 2 | 0 | 1 | 0100:700 | +30   | 4      |
| 3.  | Ruanda    | 3   | 1 | 0 | 2 | 083:1150 | −32   | 2      |
| 4.  | Sambia    | 3   | 0 | 0 | 3 | 059:1210 | −62   | 0      |

#### Gruppe B
| Pl. | Land           | Sp. | S | U | N | Tore     | Diff. | Punkte |
| --- | -------------- | --- | - | - | - | -------- | ----- | ------ |
| 1.  | Ägypten        | 3   | 3 | 0 | 0 | 0102:500 | +52   | 6      |
| 2.  | Guinea         | 3   | 2 | 0 | 1 | 063:740  | −11   | 4      |
| 3.  | Kamerun        | 3   | 1 | 0 | 2 | 060:790  | −19   | 2      |
| 4.  | Republik Kongo | 3   | 0 | 0 | 3 | 062:840  | −22   | 0      |

#### Gruppe C
| Pl. | Land     | Sp. | S | U | N | Tore    | Diff. | Punkte |
| --- | -------- | --- | - | - | - | ------- | ----- | ------ |
| 1.  | Algerien | 3   | 3 | 0 | 0 | 095:690 | +26   | 6      |
| 2.  | Marokko  | 3   | 2 | 0 | 1 | 086:800 | +6    | 4      |
| 3.  | Libyen   | 3   | 1 | 0 | 2 | 069:880 | −19   | 2      |
| 4.  | Gabun    | 3   | 0 | 0 | 3 | 076:890 | −13   | 0      |

#### Gruppe D
| Pl. | Land     | Sp. | S | U | N | Tore     | Diff. | Punkte |
| --- | -------- | --- | - | - | - | -------- | ----- | ------ |
| 1.  | Tunesien | 3   | 3 | 0 | 0 | 0128:670 | +61   | 6      |
| 2.  | Angola   | 3   | 2 | 0 | 1 | 0104:770 | +27   | 4      |
| 3.  | Nigeria  | 3   | 1 | 0 | 2 | 075:850  | −10   | 2      |
| 4.  | Kenia    | 3   | 0 | 0 | 3 | 061:1390 | −78   | 0      |

### President's Cup / Coupe de Président
Im President’s Cup (auch: Coupe de Président) wurden vom 23. bis 26. Januar 2024 in drei K.O.-Runden die Plätze 9 bis 16 ermittelt.
Die Teams auf den Plätzen 3 und 4 der Vorrundengruppen spielten zunächst in Überkreuzspielen von Dritt- gegen Viertplatzierten. Die Gewinner dieser ersten Runde spielten anschließend wiederum in Überkreuzspielen gegeneinander, die Sieger aus dieser Runde spielten abschließend um Platz 9, die Verlierer um Platz 11 der Meisterschaft. Die Verlierer der ersten Runde von Überkreuzspielen traten nochmals in einer Überkreuzrunde gegeneinander an, die Sieger daraus spielen um Platz 13, die Verlierer um Platz 15 der Afrikameisterschaft.

#### 1. Runde
- Ruanda –  Gabun 33:37
- Libyen –  Sambia 36:17
- Kamerun –  Kenia 36:18
- Nigeria –  Republik Kongo 27:26

#### 2. Runde
- Halbfinale 13–16:  Ruanda –  Kenia 32:24
- Halbfinale 13–16:  Sambia –  Republik Kongo 17:36
- Halbfinale 9–12:  Gabun –  Kamerun 21:28
- Halbfinale 9–12:  Libyen –  Nigeria 24:31

#### Finalspiele
- Spiel um Platz 15:  Kenia –  Sambia 34:28
- Spiel um Platz 13:  Ruanda –  Republik Kongo 28:42
- Spiel um Platz 11:  Gabun –  Libyen 25:24
- Spiel um Platz 9:  Kamerun –  Nigeria 25:33

### Endrunde
In der Endrunde spielten die Teams auf den Plätzen 1 und 2 der Vorrundengruppen in drei K.O.-Runden um die Abschlussplatzierungen 1 bis 8 (und die damit verbundenen Qualifikationen für die Olympischen Spiele 2024 und die Weltmeisterschaft 2025).

#### Viertelfinale
- Kap Verde –  Marokko 31:22
- Algerien –  DR Kongo 36:23
- Ägypten –  Angola 37:25
- Tunesien –  Guinea 37:24

#### Halbfinale
- Ägypten –  Tunesien 30:25
- Kap Verde –  Algerien 26:32

#### Platzierungsspiele
- Halbfinale 5–8:  Marokko –  DR Kongo 36:37 n. P. (30:30)
- Halbfinale 5–8:  Angola –  Guinea 24:25 n. P. (22:22)
- Spiel um Platz 7:  Marokko –  Angola 25:23
- Spiel um Platz 5:  DR Kongo –  Guinea 26:29

#### Spiel um Platz 3
- Kap Verde –  Tunesien 28:35

#### Finale
- Algerien –  Ägypten 21:29

## Platzierungen
| Platz | Mannschaft     |
| ----- | -------------- |
| 01.   | Ägypten        |
| 02.   | Algerien       |
| 03.   | Tunesien       |
| 04.   | Kap Verde      |
| 05.   | Guinea         |
| 06.   | DR Kongo       |
| 07.   | Marokko        |
| 08.   | Angola         |
| 09.   | Nigeria        |
| 10.   | Kamerun        |
| 11.   | Gabun          |
| 12.   | Libyen         |
| 13.   | Republik Kongo |
| 14.   | Ruanda         |
| 15.   | Kenia          |
| 16.   | Sambia         |

|  | qualifiziert für die Weltmeisterschaft 2025 und die Olympischen Spiele 2024                                |
|  | qualifiziert für die Weltmeisterschaft 2025 und die Qualifikationsturniere für die Olympischen Spiele 2024 |
|  | qualifiziert für die Weltmeisterschaft 2025                                                                |

## Auszeichnungen
| Position        | Spieler             | Land      |
| --------------- | ------------------- | --------- |
| MVP             | Yahia Omar          | Ägypten   |
| Torhüter        | Rubens Pierre       | Guinea    |
| Linksaußen      | Ahmed Nafea         | Ägypten   |
| Rechtsaußen     | Mohammad Sanad      | Ägypten   |
| Kreisläufer     | Paulo Moreno        | Kap Verde |
| Rückraum links  | Yehia El-Deraa      | Ägypten   |
| Rückraum Mitte  | Moustafa Hadj Sadok | Algerien  |
| Rückraum rechts | Ahmed Ben Abdallah  | Tunesien  |